# Све о дечаку (роман)
Све о дечаку (engl. About a Boy) је роман који је написао британски писац Ник Хорнби и који је продат у преко милион примерака широм света. Године 2002. снимљен је истоимени филм са Хју Грантом у главној улози, док је 2014. снимљена и истоимена америчка ТВ серија.

## Радња
Радња књиге смештена је у Лондону 1993. године и говори о животима двојице главних ликова: Вилу Фримену, тридесетшестогодишњем нежењи и Маркусу, неприлагођеном ученику. Вил живи у модерном стану у Ислингтону, са превише слободног времена које троши на музику, поп културу 90-тих, конзумирање алкохола и краткотрајне везе са различитим женама, и то захваљујући ауторским правима за божићну песму коју је његов отац написао још давне 1938. године. Након пријатне везе са самохраном мајком, Вил долази на идеју да се придружи групи самохраних родитења како би упознао нове жене, при чему измишља двогодишњег сина Неда, чије одсуство захтева непрекидна и компликована објашњења. 
На сцену ступа Маркус, коме су се родитељи растали и који се прибојава суза своје мајке, Фионе. Маркусов напредак у новој лондонској школи успоравају погрешна гардероба, погрешна фризура и наследна љубав према музици Џони Мичел. Због чега деца у школи почињу да га малтретирају. 
Вил, као изузетно друштвена и „тренди” особа, помаже Маркусу да се уклопи у културу 90-тих, купујући му Адидас патике, упознавајући га са модерном музиком, а посебно са бендом Нирвана. Како књига одмиче, њихово пријатељство јача, обојица постају прилагођенији, а и срећнији.

## Занимљивости
Назив романа је заправо референца на песму „О девојци” (engl. About a Girl) коју изводи бенд Нирвана. Ово је потврдио и сам аутор док је 2. децембра 2001. гостовао у радио емисији BBC-а. Бенд се такође више пута спомиње и у самој књизи.

## Филмска адаптација
Истоимени филм снимљен је 2002. године у режији Криса и Паула Вајтза. Главни глумци су Николас Холт као Маркус, Хју Грант као Вил и Тони Колет у улози Фионе. Иако сценарио блиско прати Хорнбијев роман, ипак има другачији завршетак.

## Телевизијска серија
Серија, која је емитована на америчкој телевизијској станици НБЦ базирана је више по филмском сценарију, него по самој књизи. Серија је доживела укупно 33 епизоде у две сезоне. Главне улоге играју Мини Драјвер и Дејвид Валтон.